# Conall Jones
Conall Jones (* im 20. Jahrhundert in Nordkalifornien) ist ein US-amerikanischer Filmproduzent und Filmschaffender, der gemeinsam mit Joshua Seftel für und mit dem Kurzfilm Stranger at the Gate für den Oscar 2023 nominiert wurde.

## Biografisches
Conall Jones, der in Nordkalifornien ansässig ist, produziert vor allem Kurzfilme über Sachthemen und gibt die Filme teilweise auch selbst heraus. Er widmet sich seit mehr als 20 Jahren dem Dokumentarfilm und liebt es, entsprechende Themen auch in Spielfilmen, Serien, Liveshows und auch Werbespots oder seinen eigenen Heimvideos voranzubringen. Jones arbeitete auf drei Kontinenten und hat Filme für Netflix, Vice, CNN, NBC A&E Network und diverse andere Unternehmen gedreht. Bekannt ist er auch für seine Zusammenarbeit mit Wim Wenders, Morgan Spurlock und Michael Moore. Zudem ist Jones als freiberuflicher Videojournalist beim Wall Street Journal tätig.
Mit seinem Kurzfilm Ringo trat Jones 2005 erstmals in Erscheinung. Darin geht es um eine improvisierte Unterhaltung zwischen zwei Freunden und ein Pony namens Buttercup (Butterblume). An dem 2007 erschienenen Horrorfilm Hostel 2 wirkte Jones als Produktionsassistent mit. Im Film werden drei amerikanische Studenten, die im Ausland studieren, in ein slowakisches Hostel gelockt und entdecken dort eine düstere Realität. Von der Fernsehserie In a Galaxy produzierte Jones in den Jahren 2015/2016 12 Folgen. In der Serie wird ein Einblick in das Leben von Star-Wars-Superfans gegeben und deren Leidenschaft im Hinblick auf die Serie begleitet, die sie rundum ausleben und die den Hauptteil ihres Lebens bestimmt. Zur Mitwirkung an Michael Moores Film Fahrenheit 11/9 äußerte Jones, dass er von Michael Moores Team 2018 angesprochen worden sei, um einzuspringen, um einzelne Sequenzen des Films mit zu produzieren.
In dem 2020 veröffentlichten Film In My Own Time: A Portrait of Karen Dalton geht es um die Blues- und Folksängerin Karen Dalton, eine prominenten Persönlichkeit im New York der 1960er Jahre. Sie wurde von Bob Dylan und Nick Cave verehrt und führte bis zu ihrem frühen Tod ein unkonventionelles Leben. Jones arbeitete in diesem Film mit Wim Wenders zusammen. Eine weitere wichtige Filmarbeit in Jones Leben ist der Kurzfilm Stranger at the Gate unter der Regie von Joshua Seftel, bei dem Jones als Hauptproduzent auftrat, in der Vorarbeit aktiv war und umfangreiche Arbeit in die Postproduktion investierte, „um die Geschichte zu formen“, wie Jones selbst es ausdrückte. Der Film war in der Kategorie „Bester Kurzfilm“ für einen Oscar nominiert.

## Filmografie (Auswahl)
– Produzent/Produzententeam, wenn nicht anders angegeben –
- 2005: Ringo (Kurzfilm; plus Kamera)
- 2007: Hostel 2 (Produktionsassistent)
- 2008: 8 (zusätzliche Filmcrew)
- 2009: Southbound (Kurzfilm; plus Kamera)
- 2010: Psych: 9 (Produktionsassistent)
- 2011: Young Dracula (Kurzfilm)
- 2011–2013: Abgründe – Unfassbare Verbrechen (True Crime with Aphrodite Jones, Fernsehserie, 9 Folgen)
- 2012: Deadly Sins – Du sollst nicht töten (Fernsehserie, 4 Folgen)
- 2012: Sold! (Fernsehserie, 10 Folgen)
- 2012: Dates from Hell (Fernsehserie, 5 Folgen)
- 2013: Akte Mord – Ermittler auf Beweisjagd (After the First, Fernsehserie, Staffel 3/Episode 7 Dumped)
- 2013: Tödliche Begegnungen (Fatal Encounters, Fernsehserie, 3 Folgen)
- 2013, 2014: The First 48 – Am Tatort mit den US-Ermittlern (Fernsehserie, 6 Folgen)
- 2014: An Unwanted Man (Kurzfilm; plus Kamera)
- 2014: Boardwalk (Kurzfilm, plus Kamera)
- 2014, 2015: Morgan Spurlock Inside Man (Fernsehserie, 8 Folgen)
- 2015, 2016: In a Galaxy (Fernsehserie, 12 Folgen)
- 2017: Super Size Me 2: Holy Chicken!
- 2017: Weediquette (Fernsehserie, S3/E2 Herb for Autism + S3/E6 High Risk Pregnancies)
- 2017: Springfield of Dreams: The Legend of Homer Simpson (Fernsehfilm)
- 2018: Fuck, That’s Delicious (Fernsehserie, 5 Folgen)
- 2018: Fahrenheit 11/9
- 2018: Moving Upstream (Fernsehserie, 6 Folgen)
- 2018: Fight of the Butterfly
- 2020: In My Own Time: A Portrait of Karen Dalton
- 2021: Kleider-Geschichten (Worn Stories, Miniserie, 3 Folgen)
- 2022: Stranger at the Gate (Kurzfilm)

## Auszeichnung
Academy Awards
- 2023 Nominiert für den Oscar gemeinsam mit Joshua Seftel für und mit dem Film Stranger at the Gate in der Kategorie „Bester Dokumentar-Kurzfilm“